# Charaxes bavenda
Charaxes bavenda är en fjärilsart som beskrevs av Van Son 1935. Charaxes bavenda ingår i släktet Charaxes och familjen praktfjärilar. Inga underarter finns listade i Catalogue of Life.